# 少林拳
少林拳（しょうりんけん）とは中国河南省登封市の嵩山にある、禅宗の祖庭である嵩山少林寺とその近郊で文化大革命後に再興され、修練されている現代中国武術及び、その現代中国武術門派の総称である。

## 概説
その創始者は、伝説及び近年の文献によると禅宗の開祖の達磨大師とされているが、学術的な根拠に乏しい。ただし、明代の嵩山少林寺で武術が練習されていたことは、程宗猷の『少林棍法闡宗』など幾つかの資料に記録されている。
この嵩山少林寺とは別に、かつて中国南部の福建省には南少林寺（福建少林寺）が存在したとされ、南少林寺を起源とする武術は南派少林拳と呼ばれている。しかし、武術史研究家の唐豪の研究などにより、南少林寺は伝説上の存在であったとする意見が有力である（武侠小説や近代に編纂された書『少林拳術秘訣』（尊我斎主人著）などで流布されたとする）。
少林拳自体の最困難期は、義和団の乱後の武術禁止時期と中華民国民主化期、そして文化大革命期にあたる。古典的な伝統武術は、時代遅れと見なされていた時期でもあった。
近年になって南少林寺に関しての古文書が嵩山少林寺から発見され、それを元に福建省の九連山で発掘調査を行うと明代の大規模な寺院の遺跡が見つかるなど、定説が覆されつつあると報じられているが、その真実の解明については今後の研究が待たれる（現在、福建省泉州市に存在する南少林寺は新たに建立されたものである）。
日本では少林拳と少林寺拳法が混同されるが、無関係である。少林寺拳法は義和拳・梅花拳・白蓮拳等を継承して今日までに至っているとされる。

## 少林拳一覧
嵩山少林寺とその近郊に伝わる武術
小洪拳・大洪拳・羅漢拳・梅花拳・朝陽拳・通背拳・連環拳など。
北派少林拳を源流とする武術
北派蟷螂拳・燕青拳・鷹爪翻子拳・猴拳・梅花拳など。
南派少林拳を源流とする武術
白鶴拳・洪家拳・詠春拳・蔡李佛など。